# Tommy Lawrence
Thomas Johnstone Lawrence, detto Tommy (Dailly, 14 maggio 1940 – Warrington, 10 gennaio 2018), è stato un calciatore scozzese, di ruolo portiere.

## Carriera

### Club
Cresciuto nel Warrington Town, nel 1957 viene ingaggiato dal Liverpool.
Al termine della stagione 1961-1962, Lawrence con i Reds ottiene la promozione in massima serie a cui segue, due anni dopo, la vittoria del campionato nella stagione 1963-1964.
Nella stagione seguente vince la FA Cup e il Charity Shield, titolo condiviso con il West Ham.
Nella stagione 1965-1966 vince il suo secondo campionato nazionale e il Charity Shield, titolo condiviso con il Manchester United.
Nella stagione seguente vince il suo terzo Charity Shield consecutivo.
Nel 1971 passa al Tranmere Rovers, club in cui militerà sino al 1974 per poi chiudere la carriera agonistica nel Chorley.

### Nazionale
Dopo una presenza nella nazionale Under-23 di calcio della Scozia, Lawrence collezionò tre presenze con la nazionale maggiore tra il 1963 e il 1969.

### Dopo il ritiro
Dopo essersi ritirato, Lawrence ha lavorato nel controllo qualità e ha avuto un figlio, Stephen.
Nel febbraio 2015, Lawrence è stato intervistato in strada da un giornalista della BBC, Stuart Flinders, che chiedeva ai passanti più anziani se ricordassero il derby della FA Cup 1966-1967 tra Liverpool e Everton. Non riconosciuto dal giornalista, Lawrence - che per pura coincidenza era titolare in quella partita - emozionato rispose "Me lo ricordo, ci ho giocato, ero il portiere del Liverpool", suscitando la sorpresa reazione di Flinders. Il video della curiosa intervista divenne virale.
Lawrence è scomparso il 10 gennaio 2018 all'età di 77 anni.

#### Cronologia presenze e reti in nazionale
| Cronologia completa delle presenze e delle reti in nazionale ― Scozia | Cronologia completa delle presenze e delle reti in nazionale ― Scozia | Cronologia completa delle presenze e delle reti in nazionale ― Scozia | Cronologia completa delle presenze e delle reti in nazionale ― Scozia | Cronologia completa delle presenze e delle reti in nazionale ― Scozia | Cronologia completa delle presenze e delle reti in nazionale ― Scozia | Cronologia completa delle presenze e delle reti in nazionale ― Scozia | Cronologia completa delle presenze e delle reti in nazionale ― Scozia |
| Data                                                                  | Città                                                                 | In casa                                                               | Risultato                                                             | Ospiti                                                                | Competizione                                                          | Reti                                                                  | Note                                                                  |
| --------------------------------------------------------------------- | --------------------------------------------------------------------- | --------------------------------------------------------------------- | --------------------------------------------------------------------- | --------------------------------------------------------------------- | --------------------------------------------------------------------- | --------------------------------------------------------------------- | --------------------------------------------------------------------- |
| 9/06/1963                                                             | Dublino                                                               | Irlanda                                                               | 1 – 0                                                                 | Scozia                                                                | Amichevole                                                            | -1                                                                    |                                                                       |
| 16/04/1969                                                            | Glasgow                                                               | Scozia                                                                | 1 – 1                                                                 | Germania                                                              | Qual. Mondiali 1970                                                   | -1                                                                    |                                                                       |
| 3/05/1969                                                             | Wrexham                                                               | Galles                                                                | 3 – 5                                                                 | Scozia                                                                | Torneo Interbritannico 1969                                           | -3                                                                    |                                                                       |
| Totale                                                                |                                                                       | Presenze                                                              | 3                                                                     |                                                                       | Reti                                                                  | -5                                                                    |                                                                       |

| Cronologia completa delle presenze e delle reti in nazionale ― Scozia under 23 | Cronologia completa delle presenze e delle reti in nazionale ― Scozia under 23 | Cronologia completa delle presenze e delle reti in nazionale ― Scozia under 23 | Cronologia completa delle presenze e delle reti in nazionale ― Scozia under 23 | Cronologia completa delle presenze e delle reti in nazionale ― Scozia under 23 | Cronologia completa delle presenze e delle reti in nazionale ― Scozia under 23 | Cronologia completa delle presenze e delle reti in nazionale ― Scozia under 23 | Cronologia completa delle presenze e delle reti in nazionale ― Scozia under 23 |
| Data                                                                           | Città                                                                          | In casa                                                                        | Risultato                                                                      | Ospiti                                                                         | Competizione                                                                   | Reti                                                                           | Note                                                                           |
| ------------------------------------------------------------------------------ | ------------------------------------------------------------------------------ | ------------------------------------------------------------------------------ | ------------------------------------------------------------------------------ | ------------------------------------------------------------------------------ | ------------------------------------------------------------------------------ | ------------------------------------------------------------------------------ | ------------------------------------------------------------------------------ |
| 5/12/1962                                                                      | Aberdeen                                                                       | Scozia under 23                                                                | 2 – 0                                                                          | Galles under 23                                                                | Amichevole                                                                     | -                                                                              |                                                                                |
| Totale                                                                         |                                                                                | Presenze                                                                       | 1                                                                              |                                                                                | Reti                                                                           | 0                                                                              |                                                                                |

## Palmarès

### Calciatore
- First Division: 2

Liverpool: 1963-1964, 1965-1966
- Community Shield: 3

Liverpool: 1964, 1965, 1966
- Coppa d'Inghilterra: 1

Liverpool: 1964-1965
- Second Division: 1

Liverpool: 1961-1962